# Paraje
Paraje és una concentració de població designada pel cens dels Estats Units a l'estat de Nou Mèxic. Segons el cens del 2000 tenia 669 habitants.

## Demografia
Segons el cens del 2000, Paraje tenia 669 habitants, 194 habitatges, i 163 famílies. La densitat de població era de 57,4 habitants per km².
Dels 194 habitatges en un 39,7% hi vivien nens de menys de 18 anys, en un 44,3% hi vivien parelles casades, en un 33% dones solteres, i en un 15,5% no eren unitats familiars. En el 13,9% dels habitatges hi vivien persones soles el 4,6% de les quals corresponia a persones de 65 anys o més que vivien soles. El nombre mitjà de persones vivint en cada habitatge era de 3,45 i el nombre mitjà de persones que vivien en cada família era de 3,75.
Per edats la població es repartia de la següent manera: un 35,1% tenia menys de 18 anys, un 11,2% entre 18 i 24, un 28% entre 25 i 44, un 16% de 45 a 60 i un 9,7% 65 anys o més.
L'edat mediana era de 28 anys. Per cada 100 dones de 18 o més anys hi havia 77,1 homes.
La renda mediana per habitatge era de 25.179 $ i la renda mediana per família de 24.375 $. Els homes tenien una renda mediana de 20.536 $ mentre que les dones 16.522 $. La renda per capita de la població era de 7.350 $. Aproximadament el 37,3% de les famílies i el 39,3% de la població estaven per davall del llindar de pobresa.

## Poblacions més properes
El següent diagrama mostra les poblacions més properes.